# Roger Sanchez
Roger Sanchez (født 1. juni 1967) er en dominikansk-amerikansk house DJ, remixer og producer. Han vandt en Grammy Award for sit remix af "Hella Good" af No Doubt i 2003 og er bedst kendt for sin sang "Another Chance", som var et internationalt hit i 2001. Han er firedobbelt DJ Awards-vinder for "Bedste House DJ "i 1999, 2002, 2004 og 2007 og har modtaget tolv nomineringer i alt. Han vandt den første internationale dancemusic award for bedste podcast i 2007, og har modtaget 8 IDMA-nomineringer for bedste amerikanske DJ (2003–2010).
Sanchez begyndte at spille i natklubber i New York City, og senere i hele verden. Sammen med kollegerne fra New York Erick Morillo, David Morales og Danny Tenaglia er Sanchez blevet kendt i den europæiske klubkreds, især på den spanske ø Ibiza. Han har opretholdt bopæl der hver sommer siden 2000.
Sanchez har haft adskillige hits på såvel europæiske hitlister, som andre steder i verden. Både med sin egen musik og de remixes han har lavet til en række superstjerner, herunder Diana Ross, Kylie Minogue, Daft Punk, Madonna, The Police, No Doubt og Maroon 5. I 2003 vandt han sin første Grammy Award for bedste remix for sin version af No Doubt's "Hella Good". Han er vært for et ugentligt online radioprogram kaldet Release Yourself med 15 millioner lyttere over hele verden. Sammen med radioprogrammet er Sanchez vært for en podcast hver anden uge, der distribueres internationalt. I 2007 blev podcasten tildelt den første podcast-pris ved International Dance Music Awards (IDMA).
Den 28. oktober 2009 annoncerede DJ Magazine resultaterne af deres årlige Top 100 DJ afstemning, med Ultra Records Sanchez placeret som nummer 60.
Roger er også grundlæggeren af sit eget label i 2002, Stealth Records. Sanchez præsenterer årligt en række compilation albums kaldet Release Yourself, som er kendt for deres blanding af deep house, latin, tribal og tech-lyde.

## Albums
- Secret Weapons Volume 1 (1994)
- Secret Weapons Volume 2 (1995)
- First Contact (2001)
- Come With Me (2006)
- Release Yourself – 10th Anniversary Edition (2010)

## Singler
| År   | Single                                                                     | Top position | Top position | Top position | Top position | Top position | Top position | Top position | Certifikation | Album                                       |
| År   | Single                                                                     | Australien   | Belgien      | Finland      | Holland      | Schweiz      | UK           | USA          | Certifikation | Album                                       |
| ---- | -------------------------------------------------------------------------- | ------------ | ------------ | ------------ | ------------ | ------------ | ------------ | ------------ | ------------- | ------------------------------------------- |
| 1990 | "Luv' Dancin'" (as Underground Solution)                                   | —            | —            | —            | —            | —            | —            | —            |               | Singles only                                |
| 1995 | "Strictly 4 the Underground"                                               | —            | —            | —            | —            | —            | —            | —            |               | Singles only                                |
| 1996 | "Release Yo Self"                                                          | —            | —            | —            | —            | —            | —            | —            |               | Singles only                                |
| 1997 | "Deep"                                                                     | —            | —            | —            | —            | —            | —            | —            |               | Singles only                                |
| 1998 | "Funky and Fresh" (featuring Gerald Elms presents The International Posse) | —            | —            | —            | —            | —            | —            | —            |               | Singles only                                |
| 1999 | "1999"                                                                     | —            | —            | —            | —            | —            | —            | —            |               | Singles only                                |
| 1999 | "I Want Your Love (remixes)" (Roger S. presents Twilight)                  | —            | —            | —            | —            | —            | 31           | 5            |               | Singles only                                |
| 2000 | "I Never Knew"                                                             | —            | —            | —            | —            | —            | 24           | —            |               | First Contact                               |
| 2001 | "Another Chance"                                                           | 20           | 23           | 12           | 20           | 15           | 1            | —            | - BPI: Gold   | First Contact                               |
| 2001 | "You Can't Change Me" (featuring Armand van Helden and N'Dea Davenport)    | 45           | 60           | —            | 78           | 86           | 25           | —            |               | First Contact                               |
| 2002 | "Nothing 2 Prove" (featuring Sharleen Spiteri)                             | —            | —            | —            | —            | —            | —            | —            |               | First Contact                               |
| 2005 | "Turn on the Music"                                                        | 44           | 31           | 5            | 29           | —            | 197          | 48           |               | Come with Me                                |
| 2006 | "Lost"                                                                     | —            | 31           | 8            | 50           | —            | —            | 1            |               | Come with Me                                |
| 2007 | "Not Enough"                                                               | —            | —            | —            | —            | —            | —            | —            |               | Come with Me                                |
| 2007 | "Again"                                                                    | —            | —            | —            | —            | —            | —            | —            |               | Come with Me                                |
| 2008 | "Bang That Box!" (featuring Terri B!)                                      | —            | —            | —            | —            | —            | —            | —            |               | Single only                                 |
| 2011 | "2gether" (featuring Far East Movement)                                    | —            | 56           | —            | 86           | —            | 92           | —            |               | Release Yourself – 10th Anniversary Edition |
| 2012 | "Wrek tha Discotek" (featuring Soulson)                                    | —            | —            | —            | —            | —            | —            | —            |               | Blade soundtrack                            |

## Remixes
- Michael Jackson – "Don't Stop 'Til You Get Enough" (1992)
- Michael Jackson – "Jam"
- Tom Tom Club – "Sunshine & Ecstasy" (1992)
- Kenny "Dope" González Presents Axxis – "All I'm Askin'" (1992)
- Lisa Stansfield – "So Natural" (1993)
- M People – "Renaissance" (1994)
- Janet Jackson and Luther Vandross – "The Best Things in Life Are Free" (1995)
- Definition of Sound – "Pass the Vibes" (1995)
- Janet Jackson – "Love Will Never Do (Without You)" (1996)
- Jamiroquai – "High Times" (1997)
- Michael Jackson – "Dangerous" (1997)
- Jamiroquai – "Deeper Underground" (1998)
- Daft Punk – "Revolution 909" (1998)
- Lenny Kravitz – "Black Velveteen" (1999)
- Wamdue Project – "King of My Castle" (1999)
- Garbage – "Cherry Lips" (2001)
- Alicia Keys – "Butterflyz" (2002)
- Anastacia – "Paid My Dues" (2002)
- Kylie Minogue – "In Your Eyes" (2002)
- No Doubt – "Hella Good" (2002)
- Texas – "I'll See It Through" (2003)
- Cirque Du Soleil — "Kumbalawé" (2005)
- Madonna – "Get Together" (2006)
- Robyn – "Be Mine!" (2007)
- Depeche Mode – "Perfect" (2009)
- Sérgio Mendes – "Pais Tropical" (2010)
- OneRepublic – "Secrets" (2010)
- Maroon 5 – "Give a Little More" (2010)
- Brandon Flowers – "Only The Young" (2010)
- Miguel Bosé – "Cardio" (2010)
- Robbie Williams – "Last Days of Disco" (2010)
- Seether - "Dragon in Me (Desire for Need)" (2014)